# Hadronyche mascordi
Espèce
Hadronyche mascordi est une espèce d'araignées mygalomorphes de la famille des Atracidae.

## Distribution
Cette espèce est endémique de Nouvelle-Galles du Sud en Australie. Elle se rencontre dans la région de Kulnura et de Somersby.

## Description
La carapace du mâle holotype mesure 6,19 mm de long sur 5,68 mm et l'abdomen 6,07 mm de long sur 4,51 mm et la carapace de la femelle paratype mesure 7,14 mm de long sur 7,04 mm et l'abdomen 12,50 mm de long sur 8,78 mm.

## Étymologie
Cette espèce est nommée en l'honneur de Ramon Mascord.

## Publication originale
- Gray, 2010 : A revision of the Australian funnel-web spiders (Hexathelidae: Atracinae). Records of the Australian Museum, vol. 62, p. 285-392 (texte intégral).